# Закарія
Закарія (араб. زكريا‎), (біблійний Святий Захарій) — один з праведників і пророків (набі) Ізраїлю, батько пророка Ях’ї (Івана Хрестителя). Його повним іменем було Закарія ібн Муслім ібн Садун. Рід Закарії походив від пророка Сулеймана

## Історія Закарії вКорані
Закарія за жеребом був обраний опікуном Маріам, матері пророка Іси. Закарія побачив, що в кімнаті Маріам щодня з’являються свіжі плоди, послані їй Аллахом.
У Закарії та його дружини Еліси не було дітей. Коли їм було коло ста років, старий Закарія, що вже не мав ніяких надій на нащадка, став молити Аллаха, щоб той дарував йому сина (3: 38). До Закарії з’явились янголи і повідомили, що у нього народиться син Ях’я, «пан, стриманий і пророк із праведників». Закарія не повірив і йому було надіслане знамення — на три дні він онімів (3:37/32—41/36; 6:85; 19:1—15; 21:89—90).  

## Закарія в післякоранічному переданні

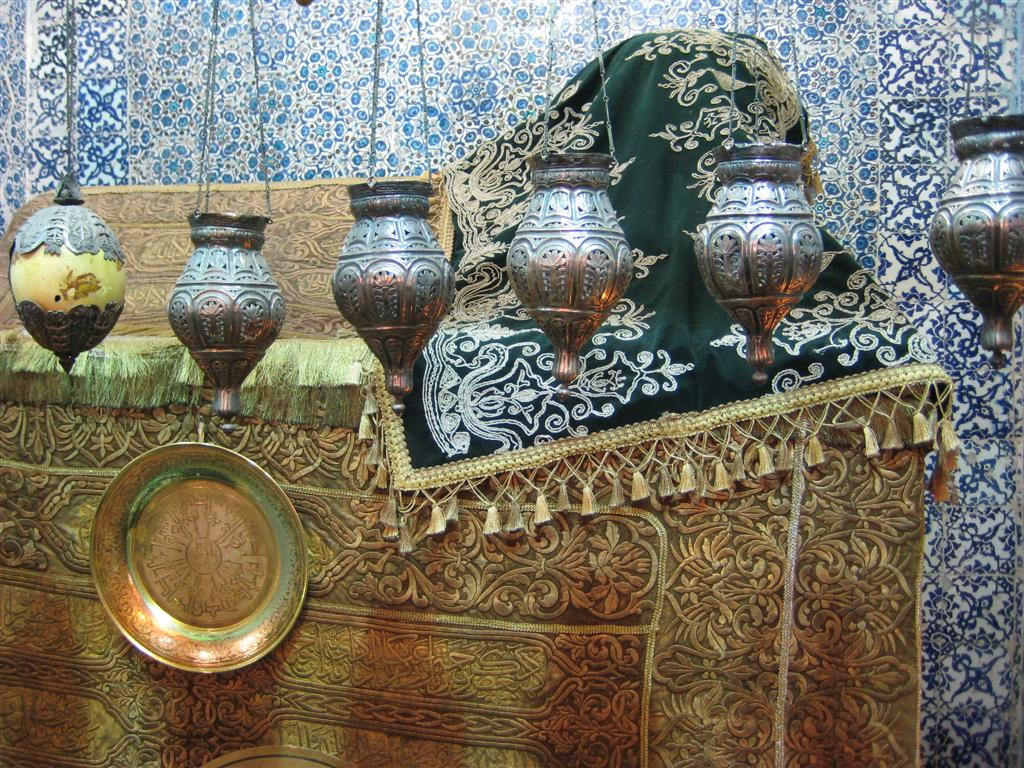
Могила Закарії у великій мечеті в Халебі, Сирія

В післякоранічних переданнях йдеться про те, що для вибору опікуна для Маріам кидали жереб і яким чином було обрано Закарію. В кімнаті дівчинки з’являлися взимку літні плоди, а влітку — зимові; це пробудило у Закарії надію, що і у нього на старості (не за сезоном) може народитися син. Триденна німота була йому послана за сумніви у могутності Аллаха. Після загибелі сина він сховався від переслідувачів у дуплі дерева, та був виданий Іблісом. Вороги зрубали дерево і розпиляли його разом із Закарією.
За переданням, пророк і мученик Закарія був похований у Халебі в Сирії.

## Походження коранічної історії про Закарію
Коранічна оповідь походить з євангельської (Лука 1, 5—25), головним її мотивом є всемогутність Аллаха і його влада над природою. Історія докладно викладається і у мекканських, і в мединських сурах, та у Медині більше наголошується на ролі Яхьї, як предтечі Месії Іси. Легенда була деталізована на основі Євангелій і християнських переказів. Деякі мотиви потрапили до циклу оповідей про Закарію з юдейських легенд про іншого Захарію — старозавітнього пророка.